# Spaltklang
Der Begriff des Spaltklanges bezeichnet im Kontrast zu dem des Mischklanges ein extrem durchsichtiges und klares Klangbild eines Instrumentalsatzes, der weitgehend ineinander verschmolzene Klang des klassisch-romantischen Orchesters wird aufgegeben.
Verwendung findet diese Technik etwa in moderner Musik, ein Beispiel bildet Igor Strawinskys Werk Die Geschichte des Soldaten. Hier formen jeweils hohe und tiefe Vertreter einzelner Instrumentengattungen, so etwa die Violine im Kontrast zum Kontrabass, das Ensemble, auf die Instrumente in den mittleren Tonlagen wird jedoch verzichtet.
Diese Bezeichnung tritt auch im Zusammenhang mit Multiphonics auf.
Im Orgelbau spricht man von Spaltklang, wenn Register einer Orgel von sehr unterschiedlicher Klangfarbe sind und sich dazu eignen, einzeln gespielt zu werden (im Gegensatz zu Orgeln nach dem Verschmelzungsklang-Prinzip, die auf das Hinzufügen von Registern zu einem Grundton berechnet sind). Insbesondere Orgeln aus der Zeit der Renaissance werden häufig mit dem Attribut „Spaltklang“ beschrieben. Außerdem wird der Begriff von Organisten oft synonym für eine „Lückenregistrierung“ gebraucht, etwa eine Registrierung von 8' und 2' unter Auslassung des 4'-Registers.